# Mark Lawrenson
Mark Thomas Lawrenson (2 de juny de 1957) és un exfutbolista irlandès de la dècada de 1980 i entrenador.
Pel que fa a clubs, defensà els colors del Liverpool FC. També destacà a Preston North End FC i Brighton & Hove Albion FC.
Fou 39 cops internacional amb la selecció de la República d'Irlanda.

## Palmarès
Liverpool
- Football League First Division (5): 1981-82, 1982-83, 1983-84, 1985-86, 1987-88
- League Cup (3): 1981-82, 1982-83, 1983-84
- FA Charity Shield (2): 1982, 1986
- Lliga de Campions de la UEFA: 1983-84
- FA Cup: 1985-86
- Super Cup: 1986